# Why Can't You Behave?
Why Can't You Behave? est une chanson populaire écrite en 1948 par le compositeur américain Cole Porter.

## Historique
La chanson Why Can't You Behave? est écrite en 1948 par Cole Porter pour sa comédie musicale Kiss Me, Kate, où elle a été interprétée par Lisa Kirk. 
Le personnage de Lois Lane (joué par Lisa Kirk) chante Why Can't You Behave? ("Pourquoi ne peux-tu pas te comporter correctement ?) à son petit ami Bill, qui vient de manquer une répétition parce qu'il était en train de jouer à des jeux d'argent, et qui lui dit avoir signé une reconnaissance de dette de 10 000 dollars au nom du directeur du spectacle. 
Dans la version cinématographique de 1953, la chanson est interprétée par l'actrice Ann Miller.

## Versions notables
- 1948 : Frank Sinatra - enregistré le 15 décembre 1948 à Hollywood avec l'ensemble Phil Moore Four, dans un arrangement de Phil Moore[1]
- 1949 : Bing Crosby - enregistré le  4 janvier 1949 avec Vic Schoen and His Orchestra pour le label Decca Records[2]
- 2004 : Jane Monheit - Taking a Chance on Love (album de Jane Monheit)[3]

Interprètes de Why Can't You Behave?
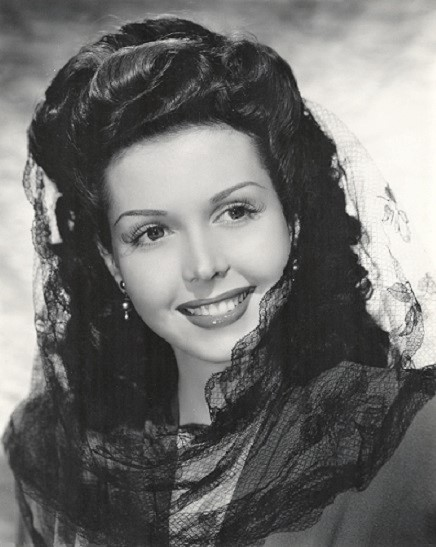
Ann Miller.
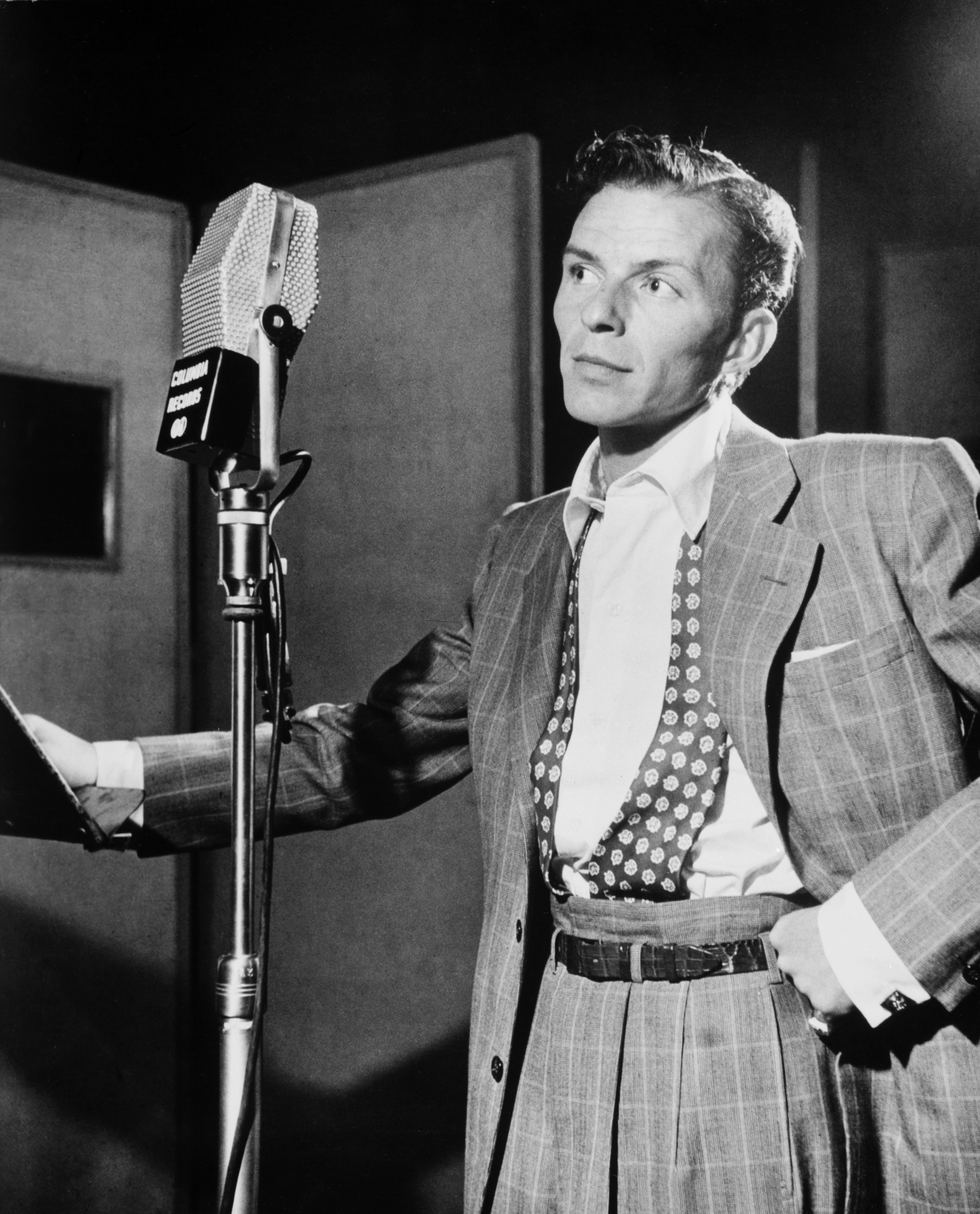
Frank Sinatra.
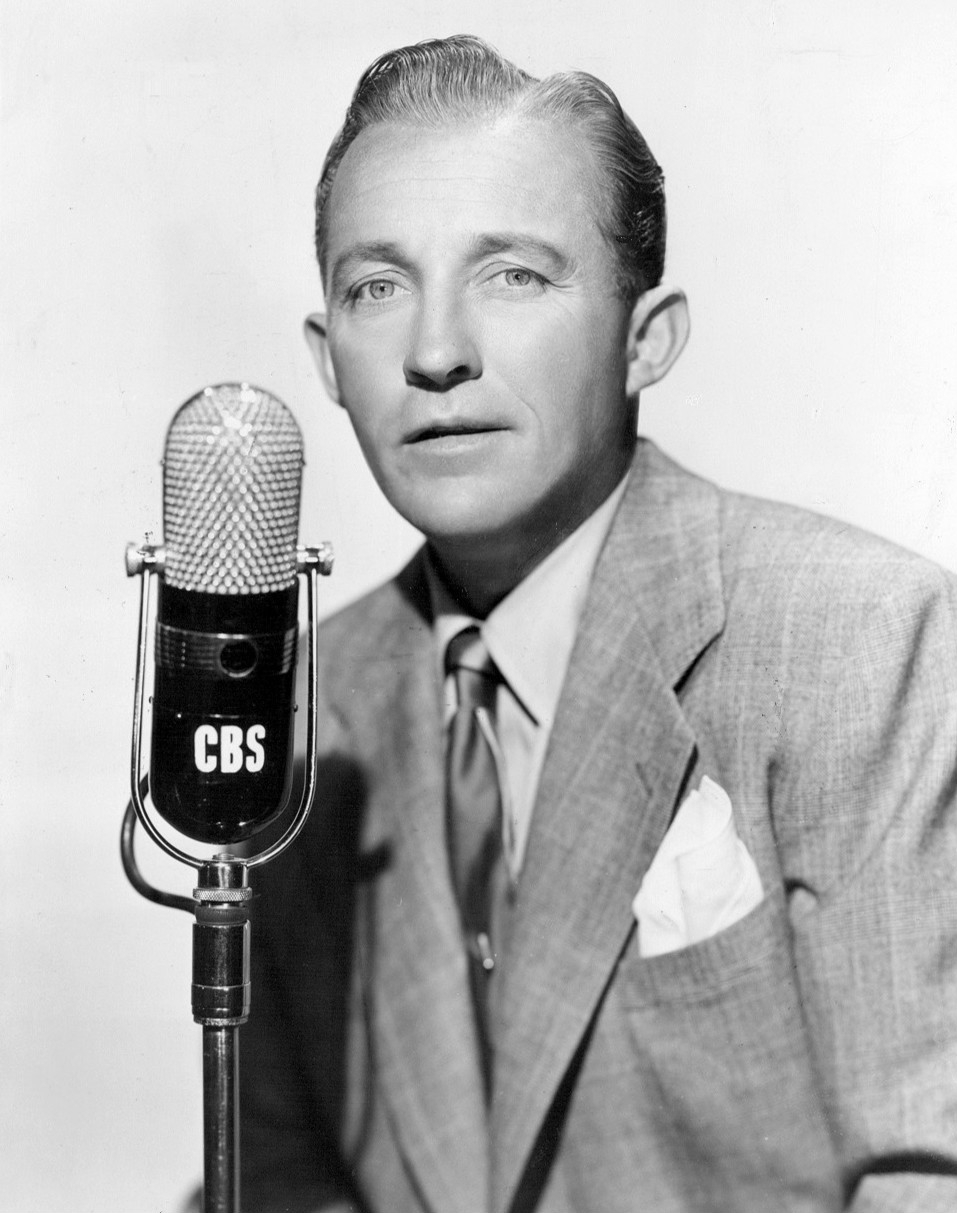
Bing Crosby.
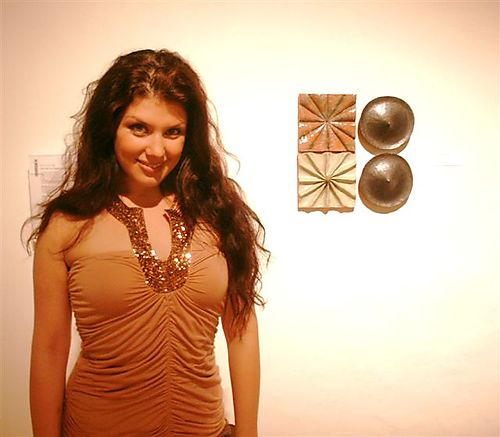
Jane Monheit.